# Kaioshin
Kaioshin (東の界王神; Supreme Kai, magyarban Neptunusz) egy kitalált karakter, aki a Dragon Ball Z-ben, a Dragon Ball GT-ben és a Dragon Ball Super-ben is szerepel. Minden Kaio-k, és az Univerzum főistene, minden lénynél felsőbbrendűbb, de ereje nem a fizikai képességeiben mutatkozik meg.

## Története
Sok millió évvel ezelőtt összesen 5 Kaioshin (főisten) volt az Univerzumban, és mindannyian az Istenek birodalmában éltek teljes békében és harmóniában. Azonban egy gonosz és hataloméhes mágus, akit Bibidi-nek hívtak megalkotott egy szörnyet. Ezt a szörnyet Majin Buu-nak hívták, és elpusztíthatatlan volt. Még az 5 Kaioshin sem bírta megállítani, egymás után megölte őket. Egyedül Neptunusznak, a Keleti Főistennek sikerült megmenekülnie. Bibidi nem tudta kordában tartani Bubut, ezért a Földön bezárta őt egy gömbbe. Később Neptunusz megölte Bibidit, hogy senki se éleszthesse fel többé Bubut. Tévedett... 7 évvel Cell elpusztítása után tűnik fel a Földön Neptunusz. Eleinte nagyon titokzatos, még Ifjú Sátán is tart tőle. Később mindent tisztáz, és elmeséli Gokunak és barátainak, hogy a Föld és az egész Univerzum végveszélyben van. Bibidi fia, Babidi fel akarja Majin Buu-t éleszteni, ezért Kaioshin Son Goku és barátai segítségét kéri, hogy legyőzhessék.

## Megjelenés
Megjelenésében kicsit hasonlít Ifjú Sátánra, már legalábbis ami a füleit illeti. Bőre levendula lila színű, haja fehéres-ezüstös színű, mely taréj alakban van a fején. Szemei fekete színűek, és hol magabiztosságot, hol pedig az őszinte félelmet sugározzák. Ruhája egyszerű, egy fehér nadrág, egy pár piros csizma, halványzöld színű hosszú ujjú ing, sötétkék mellény piros sujtással, és narancs színű kendő a dereka körül. Füleiben aranysárga színű, gömb alakú fülbevalók vannak. Testalkata nem árulja el, hogy mekkora ereje van. Alacsony, és a ruha sokat takar.

## Személyiség
Megjelenésekor nagyon magabiztos, és erőt sugároz. Még Gokut is elbizonytalanítja. A későbbiekben azonban kiderül, hogy kedves, bölcs, megfontolt személy, aki teljesen természetesnek veszi azt, hogy vannak nála erősebb harcosok. Bátorsága és kitartása is elismerésre méltó. Önfeláldozásra is képes lenne, ha barátai élete múlik rajta. Sohasem hangoztatja, hogy ő az Univerzum Főistene. A békességet szereti, de néha harcolnia kell, hogy békét teremtsen.

## Öreg Kaioshin
A sorozatban (DBZ 250. rész) felbukkan Öreg Kaioshin, aki a kettétört Szentkard pengéjéből szabadult ki. Hálája jeléül használja a hatalmát, és előhozza Son Gohanban szunnyadó rejtett erőket.

### Fúzió
Öreg Kaioshin mesélte Gokunak, hogy az Istenek Fülbevalójával (mint amilyen a fülében is van) lehet úgy fuzionálni, hogy nem kell eljárni a fúziós táncot. Neptunusz és Kibito (hű testőre és barátja) tesztelték ezt az állítást (DBZ 267. rész), és létrejött Kibito Kai. Ez a fúzió tartós és végleges, de mire rájöttek, már késő volt.

## Fordítás
- Ez a szócikk részben vagy egészben  a   Kaioshin című angol Wikipédia-szócikk fordításán alapul.  Az eredeti cikk szerkesztőit annak laptörténete sorolja fel. Ez a jelzés csupán a megfogalmazás eredetét és a szerzői jogokat jelzi, nem szolgál a cikkben szereplő információk forrásmegjelöléseként.